# Грищинці
Гри́щинці — село в Україні, у Черкаському районі Черкаської області, підпорядковане Бобрицькій сільській громаді. Розташоване за 12 км на північний захід від міста Канева та за 13 км від найближчої залізничної станції Ляплава.
Населення села становить 652 особи, дворів 323 (2009; 644 особи в 2007).

## Історія
За переказами старожилів назва села пішла від його засновника козака Гришка, який першим поселився в цих місцях, тікаючи від гніту польської шляхти. Не встановлено точно, коли засновано цей населений пункт, але згідно з переказами, — десь на початку XVII століття.
За часів гетьманування Павла Тетері у 1663 році та Петра Дорошенка у 1670 роках згадується невеликий хутір Гиравщизна або Зирявщина, що належав Канівському монастирю Пресвятої Богородиці згідно із гетьманськими універсалами-привілеями. Зростаючи хутір перетворився на село із сучасною назвою.
В «Сказаниях о населенных местностях Киевской губернии» Лаврентія Похилевича, виданих у 1864 році, йдеться, що у Грищинцях проживали 840 мешканців, землі було 1 542 га. Перейшло село у спадок від дійсного статського радника Григорія Тарновського двом поміщицям: княгині Ширенській-Шахматовій та Олександрі Юзефович, яка продала свій маєток у 1861 році Петру Борщевському разом з 87 кріпаками. Ширенська-Шахматова ж мала 266 душ кріпаків. Землі переходили від одного поміщика до іншого, останнім з яких був Фралов. В часи Коліївщини у грищинецьких ярах і лісах переховувалися гайдамаки й звідти робили свої напади на польську шляхту та українське панство. Збереглося урочище під назвою Городище, яке, за переказами, було їхнім центром.
У 1930 році, під час примусової колективізації було створений колгосп. У 1932–1933 роках село потерпало від штучного голоду. Відбувалася колективізація, люди залишалися без зерна. Вимирали цілі сім'ї. Під час голодомору в селі померло близько 150 мешканців.
У роки нацистсько-радянської війни серед селян відзначився молодший лейтенант Іван Піменович Падолка. За мужність у боях з німецькими загарбниками він нагороджений медаллю «За відвагу» та орденом Червоної Зірки. Разом зі своїм підрозділом Падолка пройшов з боями всю Правобережну Україну, Карпати, Румунію і Трансильванію. Брати Романюки Іван та Петро Михайловичі були в селі зв'язковими партизанського загону. За проявлений у боях героїзм та відвагу 68 грищинців нагороджені орденами і медалями. 104 воїни — уродженці села, загинули в боях. 70 юнаків та дівчат насильно вивезено до Німеччини. З 350 будинків уціліло 81. Село було відвойоване у нацистів лише у січні 1943 року.
За видатні заслуги в галузі сільськогосподарського виробництва багато жителів села нагороджено орденами та медалями: це Н. К. Ситник, В. П. Пустовіт, І. П. Зозуля, М. В. Письмак, М. Г. Дармокрик, М. К. Сидоренко, Н. М. Ковтун, Г. І. Штефан.

## Населення
Згідно з переписом УРСР 1989 року чисельність наявного населення села становила 713 осіб, з яких 295 чоловіків та 418 жінок.
За переписом населення України 2001 року в селі мешкало 646 осіб.

### Мова
Розподіл населення за рідною мовою за даними перепису 2001 року:
| Мова       | Кількість | Відсоток |
| ---------- | --------- | -------- |
| українська | 631       | 97.98%   |
| російська  | 6         | 0.93%    |
| вірменська | 6         | 0.93%    |
| білоруська | 1         | 0.16%    |
| Усього     | 644       | 100%     |

## Сучасність
У селі функціонують загальноосвітня школа, Будинок культури, бібліотека, фельдшерсько-акушерський пункт, магазини. На землях сільської ради діє ПСП ім. Шевченка.
У селі є щойновиявлена пам'ятка архітектури — дерев'яний вітряк середини XX століття (Д-15).

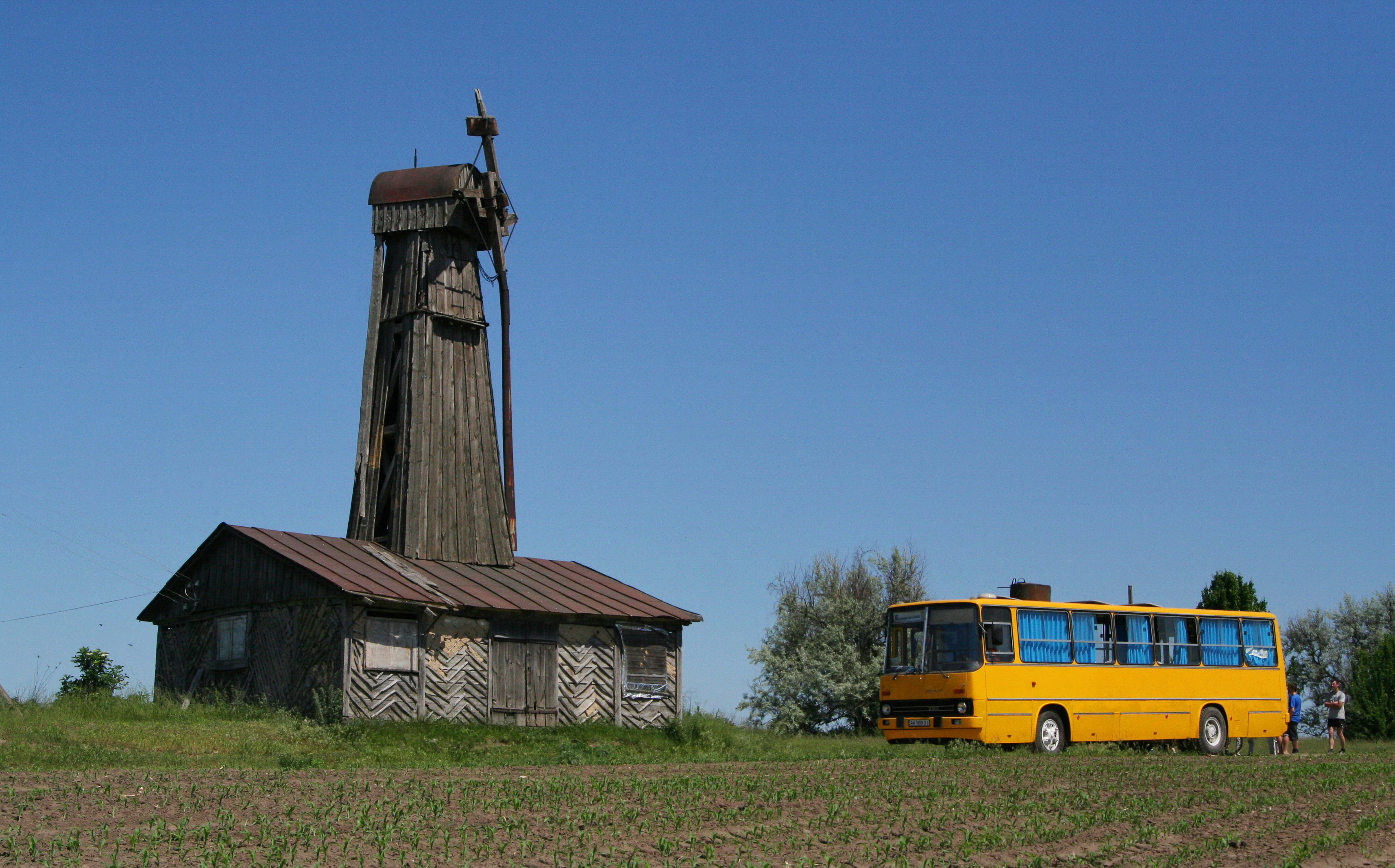
Вітряк (липень 2009)
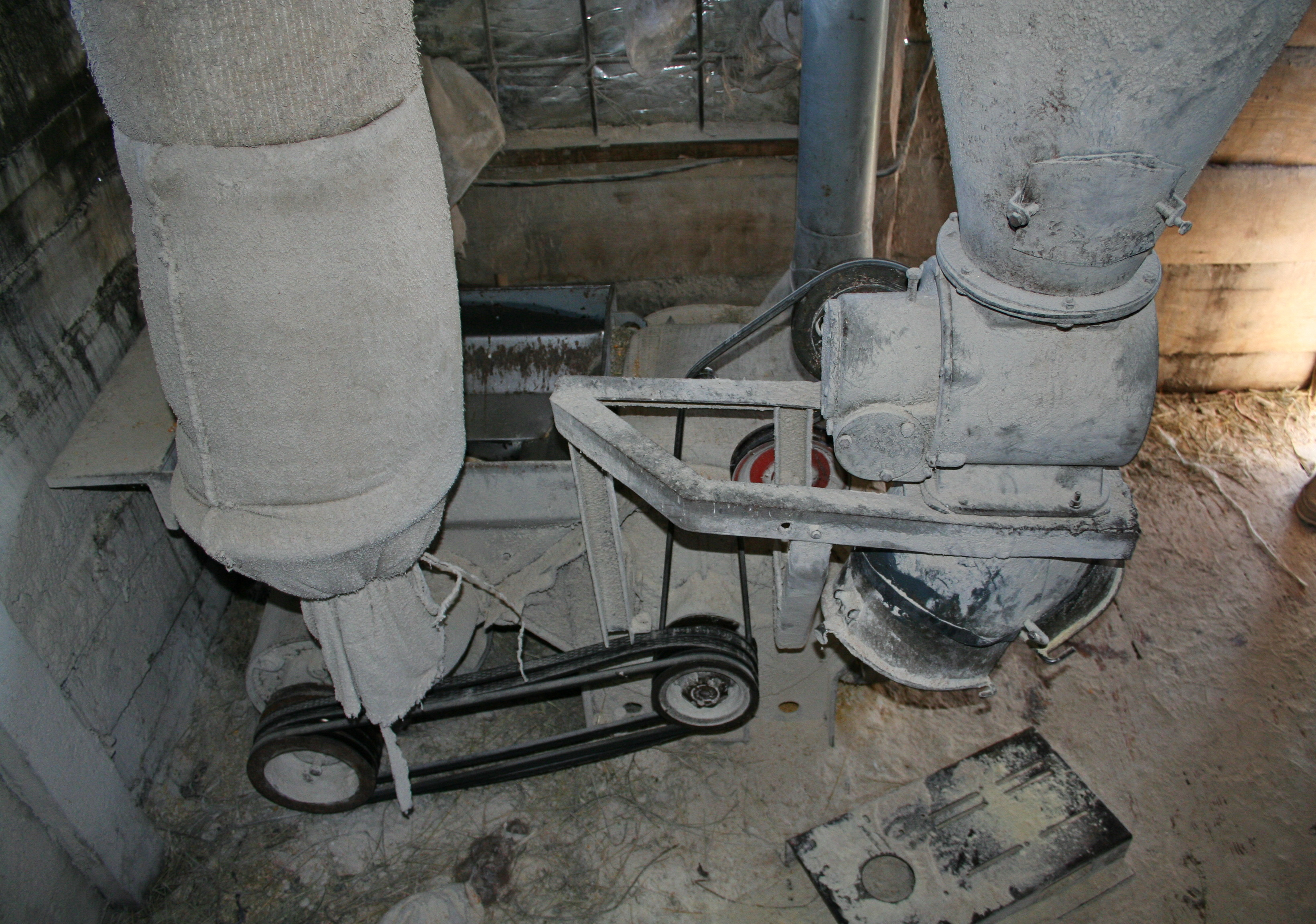
Вид зсередини
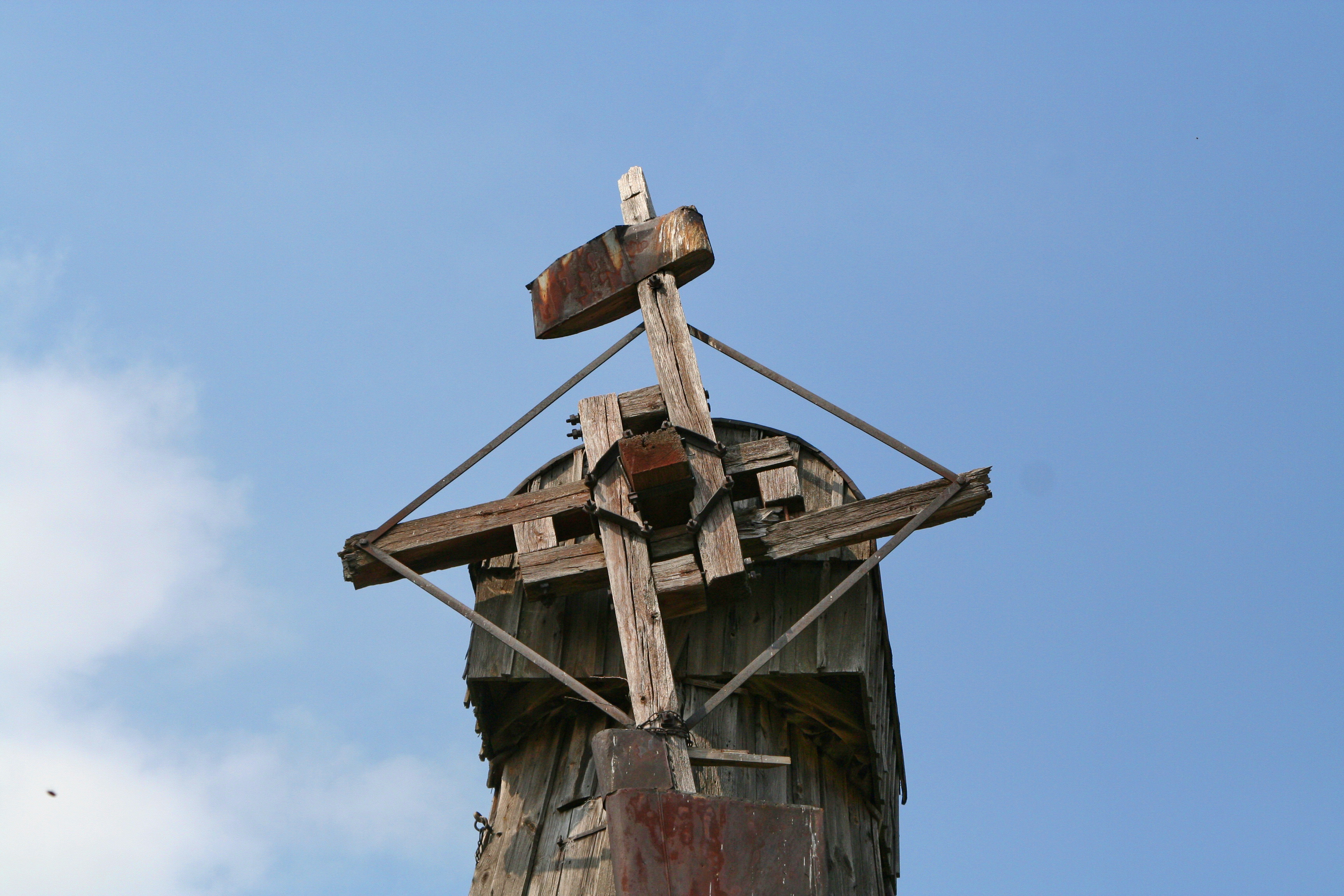
Вітряк. Деталь

## Відомі люди
- Барвінський Борис (23 жовтня 1888 — † 4 січня 1980) — український військовий та державний діяч; генерал-хорунжий Армії УНР, повітовий військовий комендант Дніпровського повіту Таврійської губернії, командир 30-го полку 14 дивізії військ СС «Галичина».[6]
- Календюк Іван Хрисанфович (*1 січня 1922 — 22 квітня 1995) — Герой Радянського Союзу;